# Leichtathletik-Weltmeisterschaften 2022/Teilnehmer (Liberia)
| Goldmedaillen | Silbermedaillen | Bronzemedaillen |
| ------------- | --------------- | --------------- |
| -             | -               | -               |

Der Leichtathletikverband von Liberia nahm an den Leichtathletik-Weltmeisterschaften 2022 in Eugene teil. Eine Athletin und drei Athleten wurden vom liberianischen Verband nominiert.

## Ergebnisse

### Männer

#### Laufdisziplinen
| Athlet            | Disziplin    | Vorlauf | Vorlauf | Halbfinale | Halbfinale | Finale  | Finale |
| Athlet            | Disziplin    | Zeit    | Platz   | Zeit       | Platz      | Zeit    | Platz  |
| ----------------- | ------------ | ------- | ------- | ---------- | ---------- | ------- | ------ |
| Emmanuel Matadi   | 100 m        | 09,99 s | 07      | 10,12 s    | 10         | DNQ     | DNQ    |
| Joseph Fahnbulleh | 200 m        | 20,12 s | 06      | 19,92 s    | 06         | 19,84 s | 04     |
| Wellington Zaza   | 110 m Hürden | 13,81 s | 33      | DNQ        | DNQ        | –       | –      |

### Frauen

#### Laufdisziplinen
| Athletin       | Disziplin    | Vorlauf | Vorlauf | Halbfinale | Halbfinale | Finale | Finale |
| Athletin       | Disziplin    | Zeit    | Platz   | Zeit       | Platz      | Zeit   | Platz  |
| -------------- | ------------ | ------- | ------- | ---------- | ---------- | ------ | ------ |
| Ebony Morrison | 100 m Hürden | 13,12 s | 06      | DNQ        | DNQ        | –      | –      |